# Villefranche-le-Château
Villefranche-le-Château település Franciaországban, Drôme megyében. Lakosainak száma 18 fő (2022. január 1.). Villefranche-le-Château Mévouillon, Barret-de-Lioure, Séderon és Vers-sur-Méouge községekkel határos.

## Népesség
A település népessége az elmúlt években az alábbi módon változott:
| Lakosok száma | 25   | 15   | 20   | 23   | 24   | 24   | 20   | 17   | 17   | 18   |
|               | 1968 | 1982 | 1990 | 2006 | 2013 | 2015 | 2017 | 2019 | 2020 | 2022 |